# Sandra Moreno
Pour les articles homonymes, voir Moreno.
Sandra Elisabeth Moreno est une actrice française, née le 22 août 1977 à Paris 14e. Elle est la fille de l'acteur Jean Reno.

## Filmographie
- 2004 : Albert est méchant d'Hervé Palud : Une caissière
- 2004 : Les Rivières pourpres 2 : Les Anges de l'apocalypse d'Olivier Dahan : Une serveuse
- 2005 : L'Empire des loups de Chris Nahon : Marie-Sophie
- 2005 : Cavalcade de Steve Suissa
- 2005 : Vive la vie d'Yves Fajnberg : Une infirmière
- 2006 : La Doublure de Francis Veber : La secrétaire de Levasseur
- 2006 : Madame Irma de Didier Bourdon et Yves Fajnberg : L'assistante de Ludo
- 2007 : Le Deuxième Souffle d'Alain Corneau : Une infirmière
- 2008 : Cash d'Éric Besnard : une secrétaire
- 2008 : Fracassés de Franck Llopis : Jolie Fille 2
- 2008 : L'Emmerdeur de Francis Veber : La secrétaire de Wolf
- 2010 : La Rafle de Rose Bosch : Lucienne

### Télévision
- 2009 : Aveugle, mais pas trop de Charlotte Brandström : Elodie